# Fijación oral vol. 1
Fijación oral vol. 1 è il sesto album in studio della cantante colombiana Shakira, pubblicato il 3 giugno 2005 dalla Epic Records.
Il disco rappresenta il primo album della cantante interamente interpretato in lingua spagnola dopo ¿Dónde están los ladrones? del 1998 e ha vinto diversi premi, inclusi cinque Latin Grammy Awards e un Grammy Award, oltre ad aver detenuto il record per il più alto debutto negli Stati Uniti d'America di un album in spagnolo fino al 2020, venendo in tale circostanza superato da El último tour del mundo di Bad Bunny.
Nel 2009 la rivista statunitense Billboard conferì all'album il titolo di album pop latino del decennio.

## Descrizione
Fijación oral vol. 1 è un disco di genere pop latino. La traccia d'apertura, En tus pupilas, incorpora sonorità tipiche della musica folk e include versi interpretati in lingua francese. La pared è stata paragonata alla musica del duo Eurythmics pubblicata negli anni Ottanta. La tortura è una collaborazione con il cantautore spagnolo Alejandro Sanz, con influenze dei generi cumbia, dancehall ed electronica. Obtener un sí è un brano di genere bossa nova con elementi di cha cha cha e uno sfondo orchestrale. Día especial vede un accompagnamento di chitarra da parte del cantautore argentino Gustavo Cerati.
La sesta traccia, Escondite inglés, esplora il new wave; No ancora una volta prevede la presenza alla chitarra di Cerati in una melodia semplicemente che permettesse di valorizzare la voce di Shakira. Las de la intuición contiene elementi synth-pop, mentre Día de enero è stato comparato ai lavori di Natalia Lafourcade. Lo imprescindible contiene alcuni versi in lingua tedesca interpretati da Shakira. Il disco si chiude com una versione acustica de La pared e un remix de La tortura.

## Pubblicazione
L'album è stato pubblicato il 3 giugno 2005 in Irlanda, il 6 giugno nel resto d'Europa e il 7 giugno in Nord America. Il singolo di lancio dell'album è La tortura, in collaborazione con Alejandro Sanz, arrivata al primo posto delle classifiche di diversi paesi ispanofoni. Gli altri singoli ad essere estratti furono in sequenza No, Día de enero, La pared e Las de la intuición.

Il 29 novembre 2005 fu pubblicato un album in lingua inglese, intitolato Oral Fixation Vol. 2. In accordo con quanto dichiarato da Shakira, i due album fanno parte di un unico volume, successivamente pubblicato come raccolta col titolo di Oral Fixation Volumes 1&2 (2006). La decisione di pubblicare due album diversi nello stesso anno non fu premeditata, tuttavia la quantità di materiale registrato convinse Shakira a intraprendere questa strategia. I due titoli sono stati spiegati dalla cantante nel seguente modo:

## Promozione

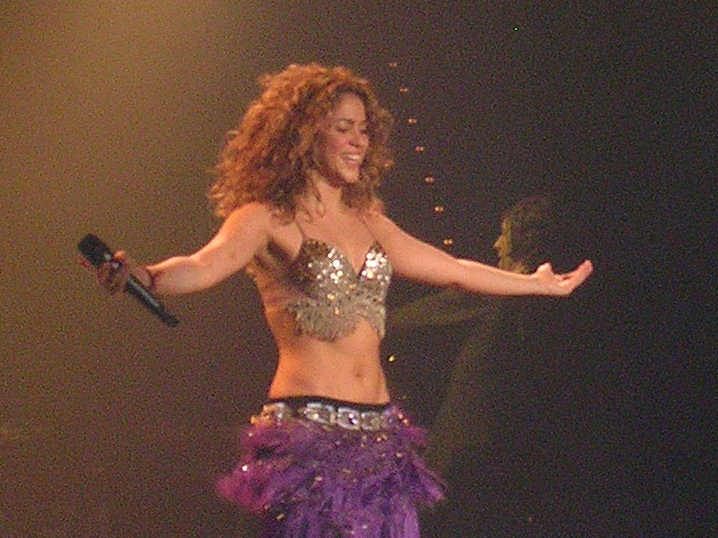
Shakira in concerto nel 2006

Per promuovere Fijación oral vol. 1 e Oral Fixation Vol. 2, Shakira ha intrapreso l'Oral Fixation Tour il 14 giugno 2006 a Saragozza, Spagna protraendosi fino all'estate 2007 con un concerto conclusivo a Istanbul, Turchia e visitando cinque continenti. Lo sponsor principale del tour è stato la casa automobilistica spagnola SEAT, con cui la cantante ha collaborato anche per la sua Barefoot Foundation. Ha prodotto un incasso oltre 140 milioni di dollari a livello globale e la scaletta era composta principalmente da brani in lingua spagnola e canzoni appartenenti anche al repertorio precedente della cantante.
Per il tour è stato realizzato un album dal vivo e DVD, filmato durante uno dei concerti tenuti a Miami, Florida. William Ruhlmann di AllMusic ha complimentato le doti canore e coreutiche espresse dalla cantante.

## Tracce
1. En tus pupilas – 4:21 (Shakira, Luis Fernando Ochoa)
2. La pared – 3:20 (Shakira, Lester Mendez)
3. La tortura (feat. Alejandro Sanz) – 3:35 (Shakira, Luis Fernando Ochoa)
4. Obtener un sí – 3:20 (Shakira, Lester Mendez)
5. Día especial (feat. Gustavo Cerati) – 4:22 (Gustavo Cerati, Shakira, Luis Fernando Ochoa)
6. Escondite inglés – 3:10 (Shakira)
7. No – 4:47 (Shakira, Lester Mendez)
8. Las de la intuición – 3:41 (Shakira, Luis Fernando Ochoa)
9. Día de enero – 2:55 (Shakira)
10. Lo imprescindible – 3:58 (Shakira, Lester Mendez)
11. La pared (Versión Acústica) – 2:41 (Shakira, Lester Mendez)
12. La tortura (Shaketon Remix) – 3:12 (Shakira, Luis Fernando Ochoa)

## Formazione
- Shakira - voce
- Paul Bushnell - basso
- Lester Mendez - tastiera, programmazione
- Rene Toledo - chitarra acustica
- Frank Marocco - fisarmonica
- David Carpenter - basso
- Juan Santana - programmazione
- Gustavo Cerati - tastiera, programmazione, chitarra
- Jonathan Mover - batteria
- Chris Chaney - basso
- Felipe Alvarez - programmazione
- David Alsina - fisarmonica
- Ramon Stagnaro - chitarra
- Gian Arias - programmazione
- Luis Fernando Ochoa - chitarra
- Victor Indrizzo - batteria, percussioni
- Tony Reyes - chitarra, tastiera
- Humberto Judex - fisarmonica
- Shawn Pelton - batteria, percussioni
- Lyle Workman - chitarra
- Archie Pena - percussioni
- Alejandro Sanz - très
- Lester Mendez - tastiera
- Pete Davis - tastiera, programmazione, tromba
- Luis Conte - percussioni
- Teddy Mulet - tromba
- Warren Luening - flicorno
- Charles Loper - trombone
- Bob McChesney - trombone
- Gary Foster - flauto
- Steve Kajula - flauto

## Classifiche
| Classifica(2005)    | Posizione massima |
| ------------------- | ----------------- |
| Austria             | 2                 |
| Belgio (Fiandre)    | 15                |
| Belgio (Vallonia)   | 6                 |
| Europa              | 2                 |
| Finlandia           | 3                 |
| Francia             | 6                 |
| Germania            | 1                 |
| Italia              | 18                |
| Paesi Bassi         | 7                 |
| Portogallo          | 8                 |
| Spagna              | 1                 |
| Stati Uniti         | 4                 |
| Stati Uniti (latin) | 1                 |
| Svezia              | 14                |
| Svizzera            | 2                 |
| Ungheria            | 6                 |

## Riconoscimenti
| Anno | Premio                           | Lavoro candidato        | Categoria                                              | Risultato  | Fonte  |
| ---- | -------------------------------- | ----------------------- | ------------------------------------------------------ | ---------- | ------ |
| 2005 | Billboard Music Awards           | "Fijación oral vol. 1"  | Latin Album of the Year                                | Vinto      | [ 46 ] |
| 2005 | Billboard Music Awards           | "La tortura"            | Latin Song of the Year                                 | Vinto      | [ 46 ] |
| 2005 | Billboard Music Awards           | "La tortura"            | Latin Album Artist of the Year                         | Vinto      | [ 46 ] |
| 2006 | Alma Awards                      | "Fijación Oral, Vol. 1" | Album of the Year                                      | Vinto      | [ 47 ] |
| 2006 | Alma Awards                      | Shakira                 | Outstanding Female Performer, Female                   | Vinto      | [ 47 ] |
| 2006 | Grammy Awards                    | "Fijación oral vol. 1"  | Best Latin Rock/Alternative Album                      | Vinto      | [ 48 ] |
| 2006 | International Dance Music Awards | "La tortura"            | Best Latin Track                                       | Vinto      | [ 49 ] |
| 2006 | Los Premios MTV Latinoamérica    | "La tortura"            | Video of the Year                                      | Vinto      | [ 50 ] |
| 2006 | Los Premios MTV Latinoamérica    | "No"                    | Video of the Year                                      | Nomination | [ 50 ] |
| 2006 | Latin Billboard Music Awards     | "La tortura"            | Latin Ringtone of the Year                             | Vinto      | [ 51 ] |
| 2006 | Latin Billboard Music Awards     | "La tortura"            | Latin Pop Airplay Song of the Year - Duo or Group      | Vinto      | [ 51 ] |
| 2006 | Latin Billboard Music Awards     | "La tortura"            | Hot Latin Song of the Year                             | Vinto      | [ 51 ] |
| 2006 | Latin Billboard Music Awards     | "La tortura"            | Hot Latin Song of the Year-Vocal Duet or Collaboration | Vinto      | [ 51 ] |
| 2006 | Latin Billboard Music Awards     | "No"                    | Latin Pop Airplay Song of the Year-Female              | Nomination | [ 51 ] |
| 2006 | Latin Billboard Music Awards     | "Fijación oral vol. 1"  | Latin Pop Album-Female                                 | Vinto      | [ 51 ] |
| 2006 | Latin Grammy Awards              | "La tortura"            | Record of the Year                                     | Vinto      | [ 52 ] |
| 2006 | Latin Grammy Awards              | "La tortura"            | Song of the Year                                       | Vinto      | [ 52 ] |
| 2006 | Latin Grammy Awards              | "La tortura"            | Best Music Video                                       | Nomination | [ 52 ] |
| 2006 | Latin Grammy Awards              | "Fijación oral vol. 1"  | Album of the Year                                      | Vinto      | [ 52 ] |
| 2006 | Latin Grammy Awards              | "Fijación oral vol. 1"  | Best Pop Vocal Album                                   | Vinto      | [ 52 ] |
| 2006 | MTV Video Music Awards           | "La tortura"            | Best Female Video                                      | Nomination | [ 53 ] |
| 2006 | MTV Video Music Awards           | "La tortura"            | Viewer's Choice Awards                                 | Nomination | [ 53 ] |
| 2006 | MTV Video Music Awards           | "La tortura"            | Best dance video                                       | Nomination | [ 53 ] |
| 2006 | NRJ Music Awards                 | "La tortura"            | International Song of the Year                         | Vinto      | [ 54 ] |
| 2006 | Premios Lo Nuestro               | "La tortura"            | Pop Song Of The Year                                   | Vinto      | [ 55 ] |
| 2006 | Premios Lo Nuestro               | "Fijación oral vol. 1"  | Pop Album of the Year                                  | Vinto      | [ 55 ] |
| 2006 | Premios Lo Nuestro               | "No"                    | Clip of the Year                                       | Nomination | [ 55 ] |